# 山名熙高
山名 熙高（やまな ひろたか、生没年不詳）は、室町時代の守護大名。父は山名高義。叔父にあたる山名時熙の子満時、持熙、持豊（宗全）らの猶子。

## 生涯
山名高義の嫡男として誕生。
応永19年（1412年）、因幡守護に任じられた。